# Leptogenys yerburyi
Leptogenys yerburyi é uma espécie de formiga do gênero Leptogenys, pertencente à subfamília Ponerinae.